# سفين تومسن
سفين تومسن (بالدنماركية: Sven Bernth Thomsen)‏ هو ربان ‏ دنماركي، ولد في 7 سبتمبر 1884 في كوبنهاغن في الدنمارك، وتوفي في 14 نوفمبر 1968.

## وصلات خارجية
- سفين تومسن على موقع الاتحاد الدولي للملاحة الشراعية (موقع جديد) (الإنجليزية)
- سفين تومسن على موقع اللجنة الأولمبية الدولية (الإنجليزية)
- سفين تومسن على موقع أوليمبيديا (الإنجليزية)